# 歐亞大樓
歐亞大樓（俄語：Башня Евразия）是俄羅斯首都莫斯科的一座摩天大樓，高308.9（1,013英尺），位於莫斯科國際商務中心。這座大樓包括了辦公樓、公寓、酒店、娛樂設施等功能。這座建築是俄羅斯第五高建築和歐洲第六高建築。

## 画廊

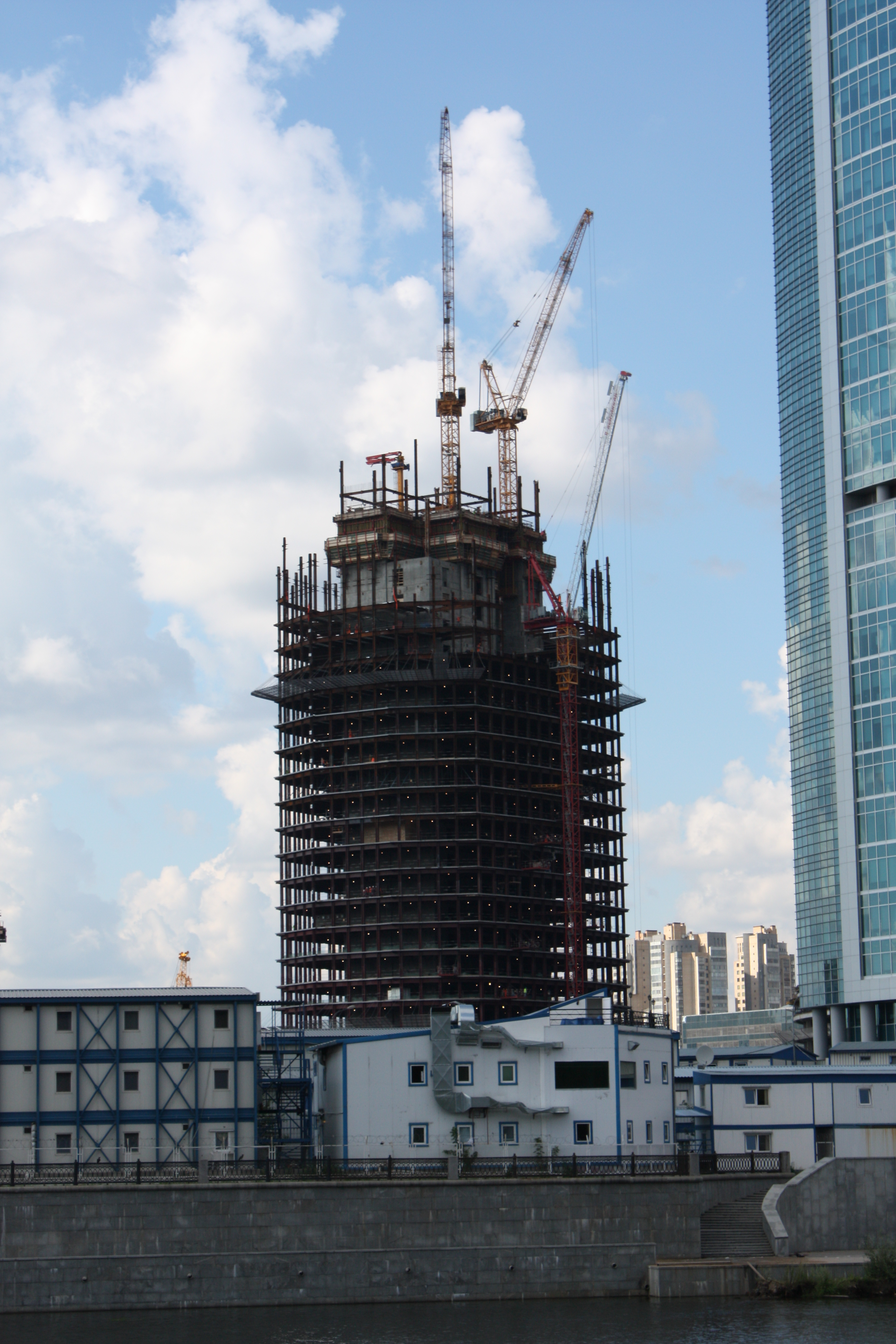
2008年7月21日
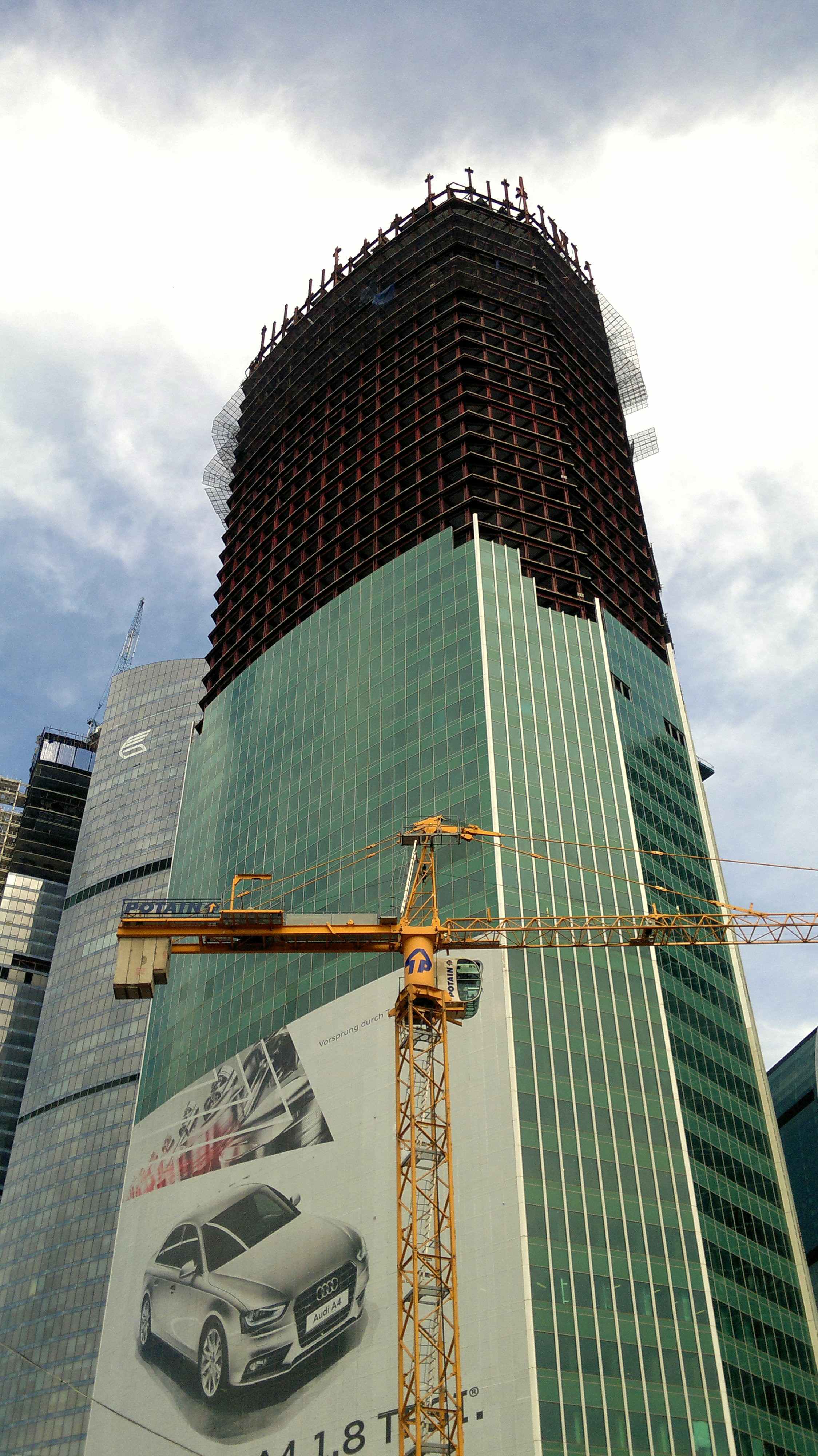
2012年5月12日
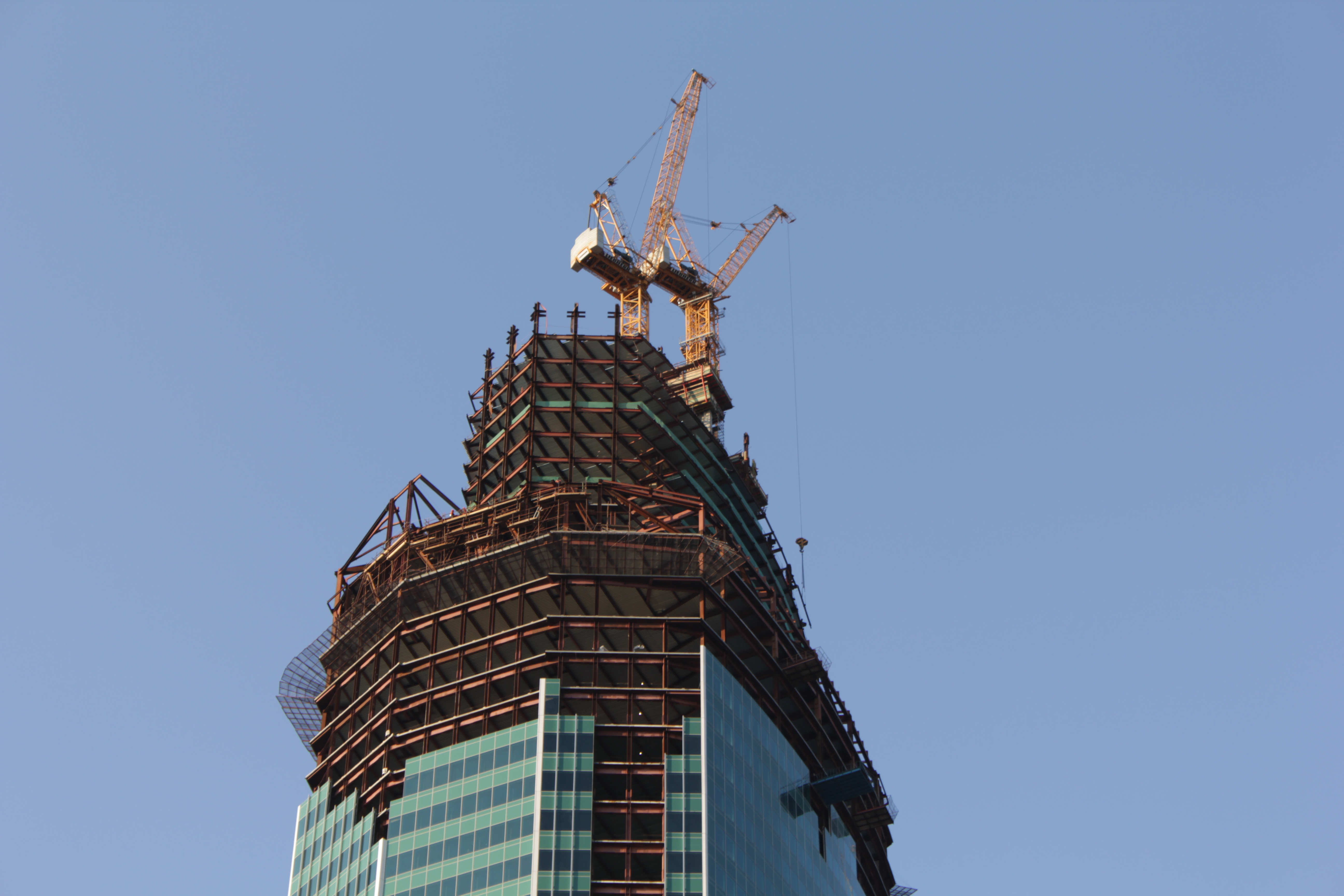
2012年9月12日
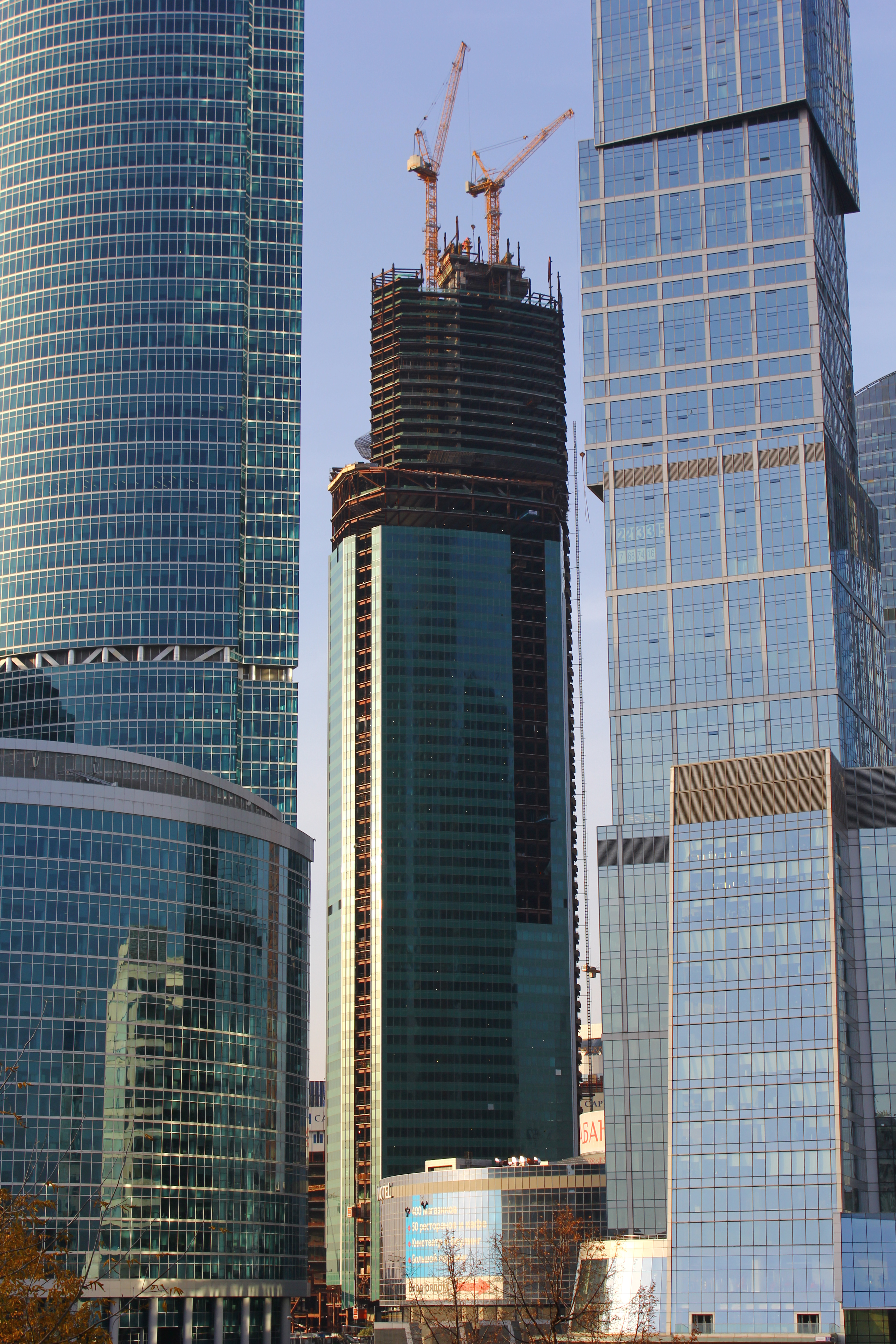
2012年10月20日
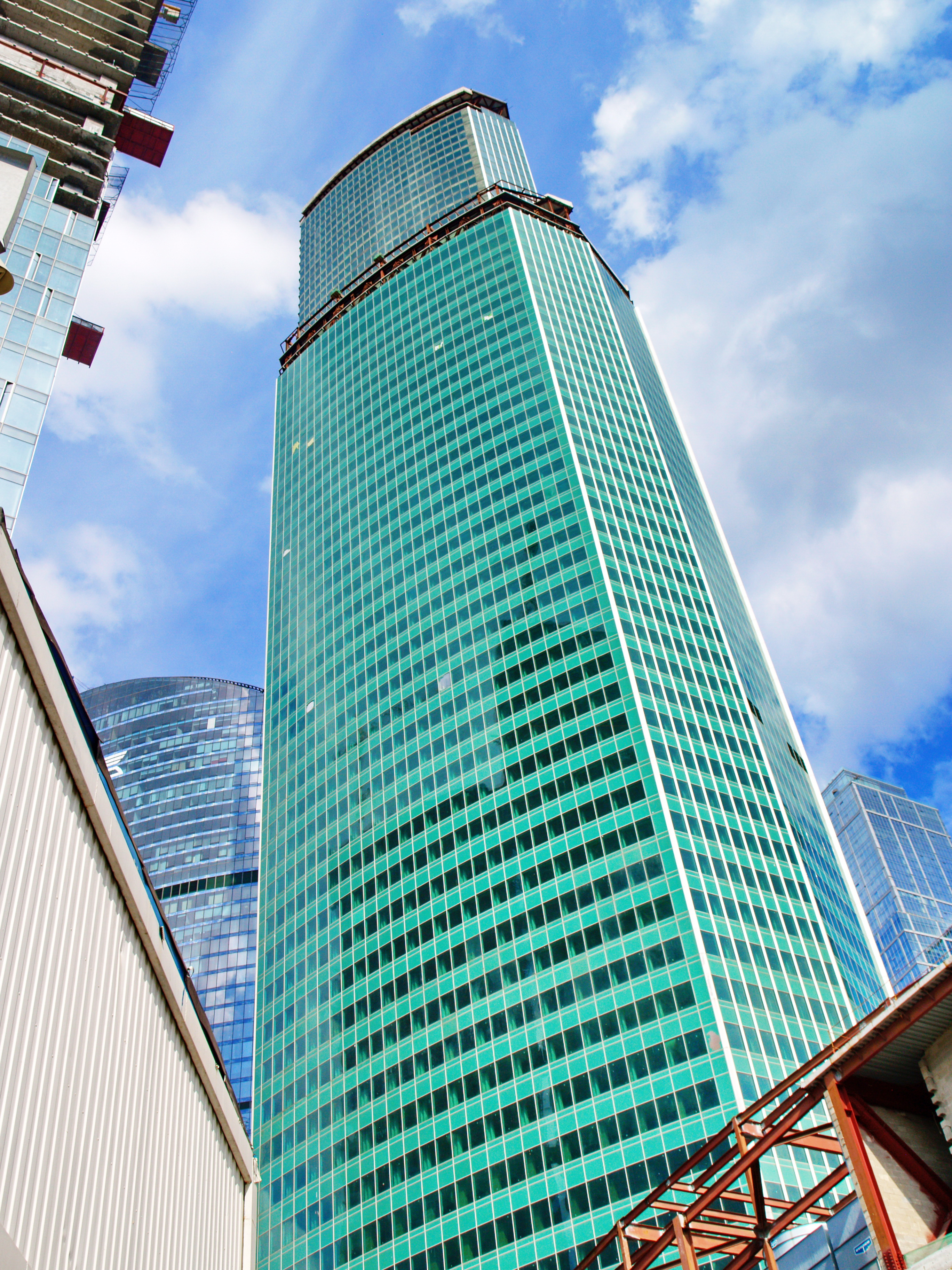
2013年7月13日

## 外部連結
- 官方网站 （俄文）